# Dame de pique (jeu)
Pour les articles homonymes, voir Dame de pique et La Dame de pique (homonymie).
 (mai 2014).
Si vous disposez d'ouvrages ou d'articles de référence ou si vous connaissez des sites web de qualité traitant du thème abordé ici, merci de compléter l'article en donnant les références utiles à sa vérifiabilité et en les liant à la section « Notes et références ».
La Dame de pique est un jeu de cartes se jouant avec un jeu de 52 ou 54 cartes. Il se joue à quatre joueurs avec treize cartes chacun, et à six avec neuf cartes chacun (il faut inclure les jokers, ils remportent automatiquement la manche). Voisin d'un autre jeu de cartes, le Barbu, la Dame de Pique est une variante d’un jeu plus ancien, appelé les Cœurs (où seules les cartes de cette couleur étaient pénalisées), qui remonterait au
XIXe siècle, et était surtout pratiqué aux États-Unis.
Ce jeu est souvent appelé Hearts en Amérique. Il est aussi connu sous d'autres noms tels que American Hearts, Black Lady Hearts, Black Widow et Slippery Anne. En Australie, il est connu sous le nom de Rickety Kate. Il est parfois appelé à tort Black Maria, qui est cependant la variante britannique du jeu avec des cartes de pénalité supplémentaires.

## Règles du jeu
Les règles du jeu sont visibles sur plusieurs sites internet, avec parfois quelques différences et variantes. Dans ce qui suit, on a cherché à donner les règles les plus courantes.

### But
Le but du jeu est de totaliser le moins de points possible. Les points sont comptés comme suit :
- chaque cœur vaut un point ;
- la dame de pique vaut 49 points.

.
La partie se termine lorsqu’au moins un des joueurs a atteint un total de 100 points. Le gagnant est alors celui qui a le moins de points.
Pour faciliter le calcul à la main, plusieurs joueurs préfèrent donner 12 points à la dame de pique. Ainsi, le total des points est de 25 à chaque tour, nombre plus facile à manipuler que 26 pour le décompte des points à chaque tour.

### Avant la manche
Ce jeu se joue à quatre personnes avec un jeu de 52 cartes. À chaque tour, un des joueurs, à tour de rôle, mélange puis distribue toutes les cartes une par une aux joueurs (qui reçoivent donc 13 cartes) dans le sens des aiguilles d'une montre. L'ordre des cartes est celui de la bataille, c’est-à-dire du 2 à l'as.
Avant la première manche, chacun des joueurs choisit trois cartes de son jeu qu'il donne à son voisin de gauche, puis à la manche suivante à son voisin de droite, puis à la manche suivante au joueur en face de lui, et enfin à la quatrième manche, il n'y a pas d'échange. Puis à la cinquième manche, on reprend les échanges selon le même ordre.

### Déroulement
Une fois ces échanges réalisés, c'est le joueur qui a le 2 de trèfle qui entame, en jouant cette carte. Chacun joue ensuite dans le sens des aiguilles d'une montre. Chaque joueur est obligé de jouer la couleur demandée. S'il n'en a pas, il se défausse d'une carte dans une autre couleur. Celui qui a joué la carte la plus forte (du 2 à l'as) dans la couleur demandée remporte le pli et entame le suivant. 
Au premier tour, il est interdit de se défausser d'une carte qui vaut des points: cœur ou dame de pique . Par ailleurs, il est également interdit d'entamer un tour avec un cœur si personne n'a encore défaussé de cœur lors d'un tour précédent (sauf s'il ne reste que des cœurs en main).

### La volte ou «grand chelem»
Le but du jeu est donc normalement de se défausser de ses cartes valant des points, et de se défausser des cartes les plus fortes (figures). Néanmoins, si un joueur ramasse tous les cœurs et la Dame de Pique, il inflige 26 points à ses adversaires et ne reçoit aucun point (d'où le terme de « volte », retournement). On dit parfois d'un joueur qui a réussi une volte ou grand chelem qu'il a « déménagé à la cloche de bois », ou encore qu'il a « tiré la lune » (« shoot the moon » en anglais). Cette tactique est envisageable si le joueur détient de très nombreuses cartes dans une couleur, ou s'il possède de nombreuses cartes fortes y compris à cœur et à pique. Dans ce type de jeu, le joueur se défausse de ses cartes les plus faibles avant que le tour ne commence et dans les premiers tours. Il ne peut néanmoins jouer de cœurs tant qu'un joueur ne s'en est pas défaussé ou joue cette couleur parce qu'il ne lui en reste aucune autre. Si une seule carte valant des points lui échappe, le chelem échoue. Dans ce but, si un joueur est sur le point de réaliser la volte ou grand chelem, certains joueurs essaieront de se sacrifier en prenant volontairement un ou plusieurs cœurs.

### Comptage des points
À la fin des treize plis, le nombre de points de chaque joueur est décompté. Chaque cœur vaut un point, et la dame de pique en vaut 13. Ensuite, chaque joueur reporte son nombre de points sur le tableau des scores et une nouvelle manche commence. Cependant, si un joueur a réussi le chelem récupérant tous les cœurs et la dame de pique, alors il ne marque aucun point et les trois autres joueurs marquent 26 points chacun.

### Fin de partie
La partie s'achève lorsqu'un joueur obtient un total de 100 points ou plus, le vainqueur étant celui qui a le moins de points. Il peut arriver que deux joueurs aient le même nombre de points, dans ce cas-là, c'est aux joueurs de se départager ou de laisser le résultat tel quel.

## Stratégies
Pour les débutants :
- Quand vous devez passer des cartes à un adversaire, débarrassez-vous des cartes les plus fortes.
- évitez les plis contenant des cœurs ou la dame de pique.
- jouez vos cartes les plus fortes en début de partie (sauf l'as et le roi de pique si vous n'êtes pas le dernier à jouer).
- si vous êtes le dernier du tour, jouez votre plus grosse carte s'il n'y a pas de cœurs ou la dame de pique dans le pli.
- l'expression « déménager à la cloche de bois » signifie que l'on a réussi à prendre tous les cœurs et la dame de pique. Dans ce cas, votre score est de zéro point et chaque autre joueur a un score de 26 points. Vous avez plus de chances de réussir ce coup si vous avez en main une majorité de cœurs et de piques de valeur élevée.

Pour les joueurs de niveau intermédiaire :
- gardez la dame de pique si vous avez plus de quatre piques dans votre jeu. Vous pourrez alors vous en débarrasser lors d'une coupe ;
- quand vous passez des cartes à votre voisin de gauche, ne lui donnez pas la Dame de Pique. Si on vous donne le roi ou l'as de pique, elle vous reviendrait facilement. Par contre, passez-la à votre voisin de droite, même si vous avez le roi ou l'as. Il joue avant vous et vous pourrez toujours passer vos gros piques s'il ne joue pas la dame ;
- si on vous a donné des cartes de même couleur, votre adversaire s'est probablement fait une coupe dans cette couleur. Méfiez-vous-en ;
- faites gagner le pli à votre voisin de gauche pour être le dernier à jouer au tour suivant ;
- si tous vos piques sont inférieurs à la Dame, vous êtes immunisé ; jouez-les pour faire tomber la dame de pique ;
- bloquez les déménagements à la cloche de bois en vous assurant qu'au moins deux joueurs ont pris des cartes à points, quitte à faire un pli vous-même. Il vaut mieux prendre quatre points que vingt-six ;
- essayez de donner des cartes à points au meneur si vous n'êtes pas en tête ou au plus faible si vous êtes sur le point de gagner ;
- si vous êtes obligé de prendre un pli à cœur, mettez votre plus grosse carte ;
- débarrassez-vous rapidement d'une couleur pour pouvoir couper ensuite.

Pour les joueurs expérimentés :
- faites-vous une coupe à carreau ou une singlette à trèfle. Si vous montrez au premier tour que vous n'avez pas de trèfle, vos adversaires vont se méfier de cette couleur. Au contraire, si l'un de vos adversaires coupe à trèfle rapidement et si vous avez le trois de trèfle, posez-le pour faire tomber des cartes à points que vos adversaires prendront ;
- gardez l'as de trèfle pour le premier tour et débarrassez-vous du deux de trèfle. En effet, au premier tour on ne peut pas mettre de carte à points. Si vous êtes maître de ce tour, vous pourrez ensuite relancer dans la couleur de votre choix. Par contre, donner le Deux de Trèfle oblige le joueur adverse à entamer avec celui-ci. S'il a un gros trèfle dans son jeu, il sera forcément maître lors d'un prochain tour ;
- si vous avez peu de piques à la distribution dans votre jeu, gardez quand même le roi ou l'as au cas où on vous donnerait la dame de pique. Vous gagnerez un tour de plus avant de devoir la mettre ;
- tentez les déménagements à la cloche de bois si vous avez de grosses cartes en main. Débarrassez-vous de vos petits cœurs qui ne seraient pas maîtres en espérant que celui qui vous passe des cartes vous en donne des gros ;
- mémorisez les cartes jouées pour savoir où il risque d'y avoir une coupe ;
- empêchez rapidement les déménagements à la cloche de bois ;
- comptez les piques tombés, et mémorisez en particulier si le roi et l'as sont tombés ;
- mémorisez les cartes du premier pli à trèfle et évaluez si vos autres trèfles sont maîtres ou non (ex: le 2, l'as, le roi et le 10 tombent, j'ai la dame, 9 et le 8 dans mon jeu ⇒ seul le valet peut éventuellement remporter un futur pli sinon c'est moi qui suis maître. Sachant que les cartes du 3 au 7 ne sont pas tombées, le trèfle est alors une couleur très risquée pour moi.). Même conseil pour le carreau.

### Méthode générale
Les joueurs comptent les cartes qui sont passées, et mémorisent les cartes qu'ils ont données à leurs adversaires, surtout s'il s'agit de cœur ou de la dame de pique.

### Les échanges
Les échanges de cartes avant le tour permettent de constituer des coupes, c'est-à-dire des couleurs dans lesquelles un joueur n'a aucune carte. Elles permettent de se défausser de points. Si un joueur possède beaucoup de cartes d'une couleur, il est probable qu'il en reçoive encore d'un joueur qui veut se faire une coupe. Si un joueur possède peu de piques, il peut souhaiter les garder au cas où il recevrait as, roi ou dame de pique, pour éviter de se voir forcé d'encaisser la Dame de pique. Les cœurs les plus faibles sont souvent conservés : ils assurent une protection contre les plis à cœur.
Si un joueur possède suffisamment de piques, il peut souhaiter les conserver même s'il possède des cartes fortes dans cette couleur. Les joueurs semblent préférer éviter de donner la dame de pique à leur voisin de gauche. Il peut être intéressant de donner un gros trèfle ou le deux de trèfle, en particulier au voisin de gauche. Si un joueur tient à échanger plusieurs gros cœurs (as, roi ou dame), il s'expose à donner une chance de chelem à son adversaire. Il peut être alors pertinent de lui transmettre une faible carte à cœur, avec laquelle il sera difficile de faire un pli.
Si un joueur a donné plusieurs cartes d'une même couleur avant le tour, ce peut être un indice qu'il va se défausser à cette couleur.

### Le jeu d’une main
La stratégie à suivre dépend de la main reçue. Il est risqué, mais rentable, de tenter de réaliser un « grand chelem » en levant l'ensemble des cœurs et la dame de pique. En début de partie, si le joueur n'a pas le projet de faire tous les points, son intérêt peut être de se débarrasser de ses cartes hautes. De même s'il joue en dernier. Le roi et l'as de pique sont les premières cartes dont un joueur tente de se débarrasser. Enfin il peut être intéressant pour un joueur de laisser son voisin de gauche faire le pli s'il en a l'occasion. De cette manière vous serez en effet le dernier à jouer au tour suivant.

### Le jeu de la partie
Les joueurs avec peu de points tentent de faire encaisser le plus de points possible à celui qui a le score le plus élevé pour terminer rapidement la partie. Les trois autres joueurs avec le moins de points passent en général un accord tacite pour s'associer, se protéger des mauvais points et viser le joueur en tête. Si les trois joueurs s'entendent suffisamment bien, le joueur en tête chute rapidement.

## Variantes

### Jeu sur Internet
Plusieurs sites permettent de jouer à la dame de pique en réseau, tels que par exemple viphearts, bordgamearena (ou bga)...
Des différences peuvent exister entre ces différentes versions. On notera par exemple la possibilité sur certains sites de se défausser d'un cœur dès le premier coup (si on ne possède pas de trèfle) ; ou la possibilité, si l'on fait la « cloche de bois », de soustraire 26 points à son propre score plutôt que d'infliger 26 points aux autres joueurs. Ou encore de jouer des parties plus rapides en 50 ou 75 points plutôt que 100 points.

### Jeu de 36 cartes
Une variante existe avec un jeu de 36 cartes traditionnelles (jass) : la dame de pique vaut 5 points, les cœurs 1 point et le dernier pli 1 point. Chaque donne comptabilise alors 15 points à répartir entre les joueurs. 

### Valet de carreau
Une variante du jeu veut que le valet de carreau vaille -10 points. La stratégie du jeu change alors, puisqu'il faut prendre cette carte sans ramasser la dame de pique par la même occasion. Les déménagements à la cloche de bois ou contrôles sont aussi beaucoup plus difficiles à obtenir. Dans cette variante, lors d'un déménagement à la cloche de bois, le valet de carreau (forcément obtenu par le joueur) n'est pas décompté en plus des 26 points infligés aux adversaires.

### Sept de trèfle
Une variante du jeu veut que le sept de trèfle vaille 7 points. La stratégie du jeu change alors, puisqu'il faut éviter cette carte en plus de la dame de pique. Les déménagements à la cloche de bois ou contrôles sont aussi beaucoup plus difficiles à obtenir. Dans cette variante, lors d'un déménagement à la cloche de bois, le sept de trèfle (forcément obtenu par le joueur) n'est pas décompté en plus des 26 points infligés aux adversaires.

### Jeu en équipe
Les joueurs expérimentés peuvent jouer à la Dame de pique en équipe (les deux joueurs face-à-face constituent une équipe). Le but est alors de faire le minimum de points pour son équipe, et donc d'aider son partenaire. La stratégie va consister à deviner rapidement si le partenaire a la dame de pique (ou de lui faire savoir si on l'a), et de prendre la main au moment opportun pour l'aider à la défausser.
Les échanges en début de partie sont rigoureusement les mêmes qu'au jeu solo : 3 cartes au voisin de gauche, 3 cartes au voisin de droite, 3 cartes au partenaire, et 4e partie sans échange. La 3e partie est particulièrement intéressante puisque les cartes passées à son partenaire doivent être judicieusement choisies pour faire gagner l'équipe.

La variante de Belmont-de-la-Loire est une variante  à 6 ou 8 joueurs par équipes de 2.
De la même manière que pour le jeu classique à 4, on distribue 13 cartes par joueur :
- à 6 joueurs, on utilise 2 jeux de 52 cartes identiques en ne conservant dans le 2e jeu que les piques et les cœurs, soit 78 cartes en tout ;
- à 8 joueurs, on utilise 2 jeux complets de 52 cartes.

Le jeu comporte 86 points, répartis en : 
- dames de pique, 13 points chacune
- rois de pique 10 points
- as de pique 7 points
- Chaque cœur, 1 point

Au 1er tour, le joueur qui fait l’entame est le 1er joueur en partant du donneur dans le sens des aiguilles d’une montre qui a un 2 de trèfle dans son jeu.
Au jeu de la carte, lorsque 2 cartes identiques sont jouées au cours d’un même tour (exemple : 2 rois de cœur lorsque cœur est demandé), c’est la seconde jouée qui l’emporte sur la première.
Note : afin de laisser les joueurs intéressés découvrir cette variante sans être influencés, des conseils stratégiques sont données sur la page de discussion de l'article.

### Popularité du jeu
Popularité par pays
Selon VIP Hearts-France les pays dans lesquels Dame de Pique est la plus jouée:

1.Les États-Unis
2.Le Canada
3.Le Royaume-Uni
4.L'Allemagne
5.La France
6.La Turquie
7.L' Inde
8.L'Australie
9.Le Pakistan
10.L'Italie